# Fassmer BL 20
Fassmer BL 20 ist die Werftbezeichnung einer Baureihe von Seezeichenschiffen der Fassmer-Werft in Berne/Motzen, von der insgesamt fünf Schiffe für die Wasserstraßen- und Schifffahrtsämter Lübeck und Stralsund gebaut wurden.

## Geschichte
Die Schiffe wurden von der Fachstelle Maschinenwesen Nord bei Fr. Fassmers bestellt und 1997 bis 1999 gebaut. Reeder der Schiffe ist das Bundesministerium für Verkehr, Bau und Stadtentwicklung (BMVBS). Zwei der Schiffe waren dem Wasserstraßen- und Schifffahrtsamt Lübeck, drei dem Wasserstraßen- und Schifffahrtsamt Stralsund unterstellt. Durch die Zusammenlegung der Ämter im Oktober 2020 kamen die Schiffe zum Wasserstraßen- und Schifffahrtsamt Ostsee.

## Einsatz
Die Schiffe werden für das Auslegen, Einholen und die Kontrolle schwimmender Seezeichen sowie für die Verkehrsaufsicht, -sicherung und -lenkung im Zuständigkeitsbereich des Wasserstraßen- und Schifffahrtsamts Ostsee eingesetzt. Ferner dienen sie dem Personen- und Materialtransport sowie wasserbaulichen und gewässerkundlichen Arbeiten.
Aufgrund der 6.100 Liter Treibstoffvorrates beträgt die Reichweite der Schiffe 900 Seemeilen.

## Technische Daten und Ausstattung
Die Schiffe werden von einem Sechszylinder-Viertakt-Dieselmotor des Herstellers MTU Friedrichshafen (Typ: 6 R 183 TE) mit 267 kW Leistung bei einer maximalen Drehzahl von 1800/min angetrieben. Der Motor wirkt über ein voll modulierbares Twin Disc MG 514M Getriebe auf einen Festpropeller mit 90 cm Durchmesser. Die Schiffe erreichen eine Geschwindigkeit von 10 Knoten.
Für die Stromversorgung stehen ein Wellengenerator mit 35 kVA Scheinleistung und ein Dieselgenerator mit 45 kVA Scheinleistung zur Verfügung.
Die Schiffe sind mit einem Bugstrahlruder mit 42 kW Leistung ausgestattet. Der Rumpf ist eisverstärkt. Die Schiffe sind mit der Eisklasse „E“ klassifiziert.
Im Achterschiffsbereich befindet sich ein rund 42 m² großes Arbeitsdeck. Hier befindet sich ein Arbeitskran des Typs Palfinger PK 13000 M auf der Steuerbordseite der Schiffe. Die Hebekapazität des Krans beträgt 1,7 t bei 4 m Auslage. Bei maximaler Auslage von 10,30 m können noch 600 kg gehoben werden.
Die Schiffe sind für den Betrieb mit bis zu fünf Besatzungsmitgliedern ausgelegt. Bei den Wasserstraßen- und Schifffahrtsämtern werden sie von zwei Besatzungsmitgliedern gefahren. Bei Kranarbeiten befindet sich ein zusätzliches Besatzungsmitglied an Bord.

## Schiffe
| Fassmer BL 20 | Fassmer BL 20 | Fassmer BL 20 | Fassmer BL 20 | Fassmer BL 20                             | Fassmer BL 20                                | Fassmer BL 20 |
| Schiffsname   | Baunummer     | IMO-Nummer    | Heimathafen   | Kiellegung Stapellauf Fertigstellung      | Bemerkungen                                  |               |
| ------------- | ------------- | ------------- | ------------- | ----------------------------------------- | -------------------------------------------- | ------------- |
| Seeadler      | 1/96/1611     | 8779504       | Lübeck        | 18. April 1997 23. Februar 1998 März 1998 | Wasserstraßen- und Schifffahrtsamt Lübeck    |               |
| Stralsund     | 1/96/1612     | 8779516       | Stralsund     | 28. Juli 1997 14. April 1998              | Wasserstraßen- und Schifffahrtsamt Stralsund |               |
| Bussard       | 1/96/1613     | 8779528       | Lübeck        | 28. Juli 1997 29. Juni 1998 Juli 1998     | Wasserstraßen- und Schifffahrtsamt Lübeck    |               |
| Rosenort      | 98/1/1614     | 8779530       | Stralsund     | August 1998 6. Juni 1999 April 1999       | Wasserstraßen- und Schifffahrtsamt Stralsund |               |
| Oie           | 98/1/1615     | 8779542       | Stralsund     | 15. August 1998 11. Juni 1999             | Wasserstraßen- und Schifffahrtsamt Stralsund |               |